# Sally Potter
Pour les articles homonymes, voir Potter.
Sally Potter est une réalisatrice, scénariste, compositrice et actrice de cinéma anglaise, née le 19 septembre 1949 à Londres.

## Biographie
Elle est née en 1949 à Londres. Sa mère est professeur de musique et son père architecte d'intérieur et poète. Elle commence à réaliser des films amateurs à l'âge de 14 ans, à l'aide d'une caméra 8mm que lui a donnée un oncle. Ayant quitté l'école à 16 ans pour devenir réalisatrice, Sally Potter rejoint la London Filmmakers Coop (un atelier de cinéma britannique fondé à cette époque) et commence à créer en autodidacte de courts films expérimentaux. Elle se forme ensuite comme danseuse et chorégraphe à la London School of Contemporary Dance, avant de fonder sa propre compagnie, la Limited Dance Company. Elle fait aussi de la mise en scène et chante
Sally Potter devient une artiste de performance et un metteur en scène primés, notamment avec Mounting, Death and the Maiden et Berlin. Elle est également membre de plusieurs groupes musicaux et artistiques. Elle travaille (comme chanteuse et auteur) avec Lindsay Cooper sur un cycle de chansons sorti en 1991, Oh Moscow (en), présenté à travers l'Europe, la Russie et l'Amérique du Nord.
Son travail musical continue les années suivantes lorsqu'elle compose avec David Motion la bande originale de Orlando, et crée la musique du film La Leçon de tango. Sally Potter revient à la réalisation avec son court-métrage Thriller (1979) qui circule dans plusieurs festivals internationaux. Il est suivi par son premier long métrage, The Gold Diggers sorti en 1983 ; un court-métrage, The London Story sorti en 1986 ; une série de documentaires pour Channel 4, Tears, Laughter, Fears and Rage en 1986 ; et un programme à propos des femmes dans le cinéma soviétique; I Am an Ox, I Am a Horse, I Am a Man, I Am a Woman  en 1988.
En 1992, le succès international d'un nouveau long métrage, Orlando, donne à Sally Potter une plus large notoriété. Avec dans la distribution Tilda Swinton, un film, basé sur un roman de Virginia Woolf, est adapté pour l'écran par Sally Potter. Le roman était auparavant considéré comme impossible à adapter à l'écran, car il se déroule sur 400 ans et suit un personnage dont le sexe change. Le film brouille les frontières entre les sexes. Orlando est nommé à deux Oscars du cinéma et gagne plus d'une vingtaine de prix internationaux.
Son film suivant est La Leçon de Tango, sorti en 1997, en partie autobiographique, dans lequel elle joue ( première apparition à l'écran) avec un danseur et chorégraphe renommé, Pablo Veron. Présenté en premier au Festival du Film de Venise, le film gagne notamment le Ombú de Oro pour le meilleur film au festival international du film de Mar del Plata en Argentine.
En 2000, elle réalise The Man Who Cried (avec Johnny Depp, Christina Ricci, Cate Blanchett et John Turturro), une histoire qui débute juste avant la Seconde Guerre mondiale à Paris, dans le monde de l'opéra.
Son film Yes est à l'affiche aux États-Unis et au Royaume-Uni en 2005. Yes est l'histoire d'un amour passionné entre une américaine (Joan Allen) et un homme du Moyen-Orient(Simon Abkarian). Leur dialogue est entièrement en vers, en pentamètres iambiques. Le film a été réalisé avec un budget très modeste et en réponse aux attentats du 11 septembre 2001 aux États-Unis.
D'autres réalisations suivent. Rage en 2009, est consacré à la construction du masculin et du féminin, et Ginger and Rosa à l'amitié entre deux jeunes filles dans les années 1960. The Party là encore consacré aux relations entre sexes et à une satire du milieu politique, oscille entre drame et comédie,,. The Roads Not Taken, consacré à un voyage douloureux dans l'esprit d'un homme souffrant de ce qui semble être une démence, peut-être inspiré à la réalisatrice par un drame dans sa propre famille, est présenté à la Berlinale 2020.

## Filmographie

### Scénariste et réalisatrice
- 1979 : Thriller (moyen-métrage)
- 1980 : London story (court-métrage)
- 1983 : The Gold Diggers
- 1992 : Orlando
- 1997 : La Leçon de tango
- 2000 : The Man who cried - Les Larmes d'un homme
- 2004 : Yes
- 2009 : Rage
- 2013 : Ginger and Rosa
- 2017 : The Party
- 2020 : The Roads Not Taken

### Réalisatrice uniquement
- 1987 : Tears, Laughter, Fear and Rage (télévision)
- 1988 : I Am an Ox, I Am a Horse, I Am a Man, I Am a Woman

### Compositrice
- 1992 : Orlando
- 1997 : La Leçon de tango
- 2004 : Yes

### Actrice
- 1997 : La Leçon de tango

## Distinctions

### Décoration
- Officier de l'ordre de l'Empire britannique

### Récompenses
- Berlinale 1984 : Prix du jury des lecteurs du Zitty (de) pour The Gold Diggers
- Mostra de Venise 1992 : OCIC Award pour Orlando
- Festival international du film de Thessalonique 1992 : Prix FIPRESCI Prize, Alexandre d'or et prix artistique pour la réalisatrice pour Orlando
- Prix du cinéma européen 1993 : meilleur espoir  pour Orlando
- Festival international du film de Catalogne 1993 : meilleur rilm pour Orlando
- Festival international du film de Mar del Plata 1997 : meilleur film pour  La Leçon de tango

### Nominations et sélections
- Film Independent's Spirit Awards 1994 : nomination pour Orlando
- Mostra de Venise 2000 : en compétition pour le Lion d'or pour The Man Who Cried
- Festival international du film d'Emden-Norderney 2005 : en compétition pour Yes